# اتر (فیلم)
اِتِـر (لهستانی: Eter) یک فیلم درام به کارگردانی کشیشتف زانوسی است که در سال ۲۰۱۸ منتشر شد.
از بازیگران این فیلم می‌توان به ماوگوژاتا پریتولاک، آندژی خیرا، یاتسک پونیه‌جاویک و کارولینا پُرکاری اشاره کرد.